# Andrena mediovittata
Andrena mediovittata är en biart som beskrevs av Pérez 1895. Andrena mediovittata ingår i släktet sandbin, och familjen grävbin. Inga underarter finns listade i Catalogue of Life.